# 정쉬
정쉬(중국어: 郑胥, 병음: Zheng Xu, 한자음: 정서, 1996년 10월 7일 ~ )은 중화인민공화국의 바둑 기사이다. 장쑤성 전장시 출신으로 중국기원 소속의 4단이다.

## 경력
중국 장쑤성 전장시에서 태어났다. 2012년 프로바둑에 입단했다. 2014년 제2회 바이링배와 제19회 LG배 세계기왕전, 제19회 삼성화재배 월드 바둑마스터스 예선에서 쑨저와 변상일, 김남훈에게 각각 패해 탈락했다. 2015년 제20회 LG배 세계기왕전 예선과 제2회 몽백합배 세계 바둑 오픈전 예선에 출전했지만 본선 진출에 실패했다.
2016년 제3회 바이링배 예선에서 바이위린과 이형진을 눌렀지만 판윈뤄에게 졌고, 제21회 LG배 세계기왕전 예선에서는 박시열과 장쯔량에게 승리했지만 자오천위에게는 져서 탈락했다. 2016년 5월 제1회 신아오배 세계바둑오픈 예선에서 자오스웨이를 이기고 황이중에게 져서 탈락했다.
2016년 4단으로 승단했다. 2017년 6월 제22회 삼성화재배 월드 바둑마스터스 예선에서 온소진에게 승리했지만 롄샤오에게 패해 탈락했다. 2019년 제24회 LG배 세계기왕전 예선에서 허영락과 인쑹타오, 이형진, 강지훈을 연이어 누르고 통합예선 결승까지 진출했지만 최정에게 져서 본선 진출에 실패했다.